# Thomas Daniel (Ritter)
Sir Thomas Daniel (auch Daniell, * vor 1440; † nach 1474) war ein englischer Ritter.

## Leben
Thomas Daniel war ein ambitionierter Esquire, der es geschickt verstand, Allianzen zu knüpfen und seine Karriere voranzutreiben.
In den 1440er-Jahren war er ein Anhänger von William de la Pole, 1. Duke of Suffolk und wird auch als sein Freund bezeichnet.
Daniel wurde 1446 Sheriff von Norfolk und Suffolk und war 1447/48 Mitglied der lokalen Regierung Suffolks.
Es gelang ihm am königlichen Hof Fuß zu fassen, eine Stellung als Esquire to the Kings Body, und ab 1449 als Usher of the Chamber, zu erlangen.
Thomas Daniel wird als der berüchtigtste, verrufenste, aber auch einflussreichste Diener im direkten Umfeld König Heinrichs VI. bezeichnet.
Sein Ruf begründet sich auf die Tatsache, dass Thomas Daniel seine Ziele in einer kompromiss- und rücksichtslosen Art verfolgte und in der Wahl seiner Mittel vor nichts zurückschreckte. So gelang es ihm 1446, durch Betrug in den Besitz von Rydon Manor zu gelangen, indem er den potentiellen Bräutigam seiner Schwester Elizabeth, Henry Wodehouse, dazu brachte, Rydon Manor vor der Hochzeit an ihn zu überschreiben. Als das Eigentum bereits übertragen war, musste Wodehouse feststellen, dass Elizabeth bereits verheiratet war. Daniel verweigerte die Rückgabe der Ländereien und nutzte seinen Einfluss beim König, so dass er im April 1447 sogar das Recht bekam, Rydon Manor auszubauen und zu vererben. Erst 1455 war eine Petition von Henry Wodehouse erfolgreich, so dass er seinen Besitz wiedererlangte, wobei Daniel aber für die vergangenen Jahre keinerlei Entschädigung zahlen musste. Thomas Daniel wird auch in anderen Fällen mit schwerem Diebstahl von Vieh in Verbindung gebracht, und einer seiner Männer soll sogar in einem Mordversuch verwickelt gewesen sein.
Nicht nur seine Nähe zum König und zum Duke of Suffolk, sondern auch zu John Mowbray, 3. Duke of Norfolk, nutzte Daniel geschickt zu seinem Vorteil bei all seinen Machenschaften.
Mit John Mowbray war Daniel durch Heirat entfernt verwandt und Mowbray unterstützte ihn, auch um seinen eigenen Einfluss in der Grafschaft Suffolk auszubauen. Daniel spielte eine wichtige Rolle für Mowbray bei dessen Ambitionen, wobei Thomas Daniel letztendlich seine eigenen Ziele nie aus den Augen verlor und teilweise in Norfolk auch gegen andere Anhänger Mowbrays vorging. John Mowbray soll Daniel auch in dem Fall mit Henry Wodehouse und Rydon Manor unterstützt haben.
Im Juli 1447 wurde Daniel mit der Aufgabe (Commission) betraut, einige maritime Einsätze zum Schutz gegen Feinde des Königs zu koordinieren. Etwas später wurde Daniel selbst beauftragt, mit einer Mannschaft in See zu stechen, wobei hierbei auch Schiffe der Hanse ins Visier gerieten. Daniel soll zumindest ein Schiff der Hanse, die Georg von Preußen, gekapert und anschließend in Daniel’s Hulk umbenannt haben. John Fastolf hatte diese Expedition mitfinanziert, wobei Daniel bis 1455 keine Rückzahlung leistete.
Im September 1448 wurde Daniel die Burg und feudale Baronie Castle Rising als Steward und Constable of Castle Rising zugesichert. Laut einer Quelle konnte er die Burg aber erst nach dem Tod des damaligen Constables, Lord Cromwell, 1456 übernehmen. Eine andere Quelle berichtet, dass er die Burg schon früher übernahm und 1455 wieder abgab. Anderslautend gibt es auch die Meinung, dass er die Burg erst 1461 während der Rosenkriege an Eduard IV. verlor.
Im Sommer 1450, während der Jack-Cade-Rebellion, stand Thomas Daniel als zu bestrafender Verräter auf der Liste der Rebellen.
König Heinrich VI. erließ im selben Jahr auch eine Anordnung, die es allen verbot, Waffen zu tragen. Ausgenommen von dem Verbot waren alle Lords, Ritter und wichtige Esquire, wobei Thomas Daniel hier als Esquire namentlich genannt wurde.
Daniel wurde auch im gleichen Jahr noch zum Steward of the Duchy of Lancaster beyond Trent ernannt und richtete zusammen mit anderen 1451 eine Petition ans Parlament, die forderte, dass Windsor Castle eine ständige Garnison zum Schutz des Königs und des Thronfolgers, Edward of Westminster, erhalten solle. Die Garnison sollte unter Führung Daniels und der anderen Unterzeichner stehen.
Thomas Daniel war durch seine Heirat auch mit John Howard, dem späteren 1. Duke of Norfolk aus dem Hause Howard, verschwägert und diente für Howard auch als Elitebogenschütze. Hierfür wurde Daniel über die üblichen Maße hinaus entlohnt, inklusive eines Hauses.
Daniel wird als kompromissloser Anhänger des Hauses Lancaster beschrieben und kämpfte während der Rosenkriege 1461 bei der Schlacht von Towton. Daniel soll in der Grafschaft Norfolk auch versucht haben, eine Revolte gegen Eduard IV. zu organisieren, und floh nach der Niederlage bei Towton mit Heinrich VI. und Margarete von Anjou ins schottische Exil. In England verhängte das erste Parlament unter Eduard IV. eine Bill of Attainder über Daniel, so dass er in England all seine Rechte und Besitztümer verlor.
Thomas Daniel blieb aber bis in die späten 1460er Jahre ein aktiver Lancasterian.
Erst Mitte der 1470er Jahre machte Daniel seinen Frieden mit dem herrschenden Haus York, wurde rehabilitiert und erhielt den Ritterschlag als Knight Bachelor. König Eduard IV. ernannte ihn 1474/75 zum Lord Deputy of Ireland und belehnte mit der feudalen Baronie Rathwire (auch Rathweir) im irischen County Meath.

## Ehe und Nachkommen
Thomas Daniel war verheiratet mit Margaret Howard, einer Tochter des Sir Robert Howard und Lady Margaret Mowbray. John Howard, 1. Duke of Norfolk und Edward Nevill, 3. Baron Bergavenny waren seine Schwager.
Das Paar hatte folgende Nachkommen:
- Thomas Daniel;
- Edmund Daniel;
- George Daniel.